# ZM-87
ZM-87 携行型レーザー妨害機（ZM-97 けいこうがたレーザーぼうがいき）は、1990年代に中国北方工業公司で製造された携行可能な軍用レーザー発振装置である。敵兵器の光学センサーまたは戦闘要員の視覚に対する損傷あるいは妨害を目的として設計された
。国連の議定書による規制に基づき2000年までに製造を終了している
。

## 解説

### 開発目的
ZM-87の主な用途は中国北方工業公司（Norinco）のファクトシートの記述によれば、
- 敵戦闘員（特に、射撃または監視の目的で光学装置を使用している観測要員）の視覚に対する損傷、あるいは眩惑によって戦闘能力・観測能力を奪う
- 敵兵器が搭載する光学装置（レーザー距離計、ビデオカメラ、ミサイルのシーカー[3]など）を損傷、あるいは無効化させる

の2つである。

### 開発から公表まで
ZM-87の開発は1980年代後半に開始された。アメリカ陸軍の情報筋によれば1994年11月に中国北方工業公司によって最初に展示されている。
1995年5月、フィリピンで開催された東南アジア兵器フェアーに「ZM-87 Portable Laser Disturber」として出品され、存在が広く明らかになった。その後、同月にアブダビで開かれたIDEX（国際防衛展示会・会議）でも注目を集めた。アメリカ国防総省内では、ZM-87が「第三世界のならずもの国家」の手に渡る事を危惧する意見もあったという。

### 規制と製造終了
レーザー兵器への法規制については、『回復不能な失明は殺傷よりも不必要な苦痛をおよぼす』という見地による国際的な議論が1980年代から続けられていた。1995年当時、失明の危険がある軍事用レーザー装置としてはZM-87以外にアメリカ軍のM16自動小銃に装着する形のレーザーシステム（Laser Counter Measures System, LCMS）が量産化を承認する段階にあった。ZM-87とLCMSの具体的な存在が、規制化に拍車をかける形となった。
1995年10月、特定通常兵器使用禁止制限条約の附属議定書IV（1998年発効）が採択され「永久に失明をもたらすように特に設計されたレーザー兵器の使用及び移譲」が禁止された 。中国はこの議定書を締約し、規制に抵触するZM-87の製造を2000年12月までに終了させた。中国北方工業公司は対人レーザーを市場から回収したとされる。

## 仕様
外観は重機関銃の形に似ている。照準器を備えた長さ84センチメートルのビームエミッターが三脚に据えられ、外付けの電源部がケーブルによって接続される。
中国北方工業公司のファクトシートに基づく仕様は以下の通り。
- レーザーパルス：パルス間隔 5ヘルツ、2つの波長で同時に送出可能
- ピーク出力：15メガワット
- 有効射程：
  - （人間の目を損傷可能） 2～3キロメートル以内、7倍の拡大鏡を使用している場合には5キロメートル以内
  - （光による一時的眩惑） 10キロメートル以内
- バッテリー：1個につき10,000パルス以上の送出が可能
- 連続使用時間：常温で5分間
- 重量：約33キログラム（本体）

## 関連事件
- 1997年4月、ファンデフカ海峡においてカナダ軍のヘリコプターに搭乗中のアメリカ海軍士官が網膜に負傷する事件が起きた。ヘリコプターが監視していたロシアの貨物船から照射されたレーザー光線を原因とする見解があるが、貨物船内は捜索されておらず確証はない（ファンデフカ海峡レーザー事件（英語版））。
- 2003年5月、ワシントン・タイムズ紙は朝鮮民主主義人民共和国が非武装中立地帯付近を飛行していたアメリカ陸軍のAH-64戦闘ヘリ2機に対してレーザー照射を行い、ZM-87が使用された可能性があると報じた。米機に被害はなかった[5]。